# Gare de Saint-Jean-de-Verges
La gare de Saint-Jean-de-Verges est une gare ferroviaire française de la ligne de Portet-Saint-Simon à Puigcerda (frontière), située sur le territoire de la commune de Saint-Jean-de-Verges, dans le département de l'Ariège, en région Occitanie. 
C'est une halte ferroviaire de la Société nationale des chemins de fer français (SNCF) desservie, par des trains régionaux TER Occitanie.

## Situation ferroviaire
Établie à 356 m d'altitude, la gare de Saint-Jean-de-Verges est située au point kilométrique (PK) 77,334 de la ligne de Portet-Saint-Simon à Puigcerda (frontière), entre les gares de Varilhes et de Foix.
La gare dépend de la région ferroviaire de Toulouse, elle est équipée d'un unique quai d'une longueur utile de 150 m.

## Histoire
La gare de Saint-Jean-de-Verges est mise en service le 7 avril 1862 par la Compagnie des chemins de fer du Midi et du Canal latéral à la Garonne lorsqu'elle ouvre la section de Pamiers à Foix.
En 2014, selon les estimations de la SNCF, la fréquentation annuelle de la gare était de 2 291 voyageurs.

## Fréquentation
De 2015 à 2023, selon les estimations de la SNCF, la fréquentation annuelle de la gare s'élève aux nombres indiqués dans le tableau ci-dessous:
| Année           | 2015  | 2016  | 2017  | 2018  | 2019  | 2020  | 2021  | 2022  | 2023   |
| --------------- | ----- | ----- | ----- | ----- | ----- | ----- | ----- | ----- | ------ |
| Voyageurs seuls | 2 413 | 2 132 | 3 120 | 2 218 | 2 791 | 1 526 | 3 547 | 8 541 | 11 540 |

## Service des voyageurs

### Accueil
Halte SNCF, c'est un point d'arrêt non géré (PANG) à accès libre.

### Desserte
Saint-Jean-de-Verges est desservie par des trains TER Occitanie qui effectuent des missions entre les gares de Toulouse-Matabiau et d'Ax-les-Thermes.

### Intermodalité
Le stationnement des véhicules est possible à proximité. La gare est desservie par des cars à tarification SNCF (ligne : de Pamiers, ou Toulouse gare routière, à Ax-les-Termes).